# Ingrid Skovgaard
Ingrid Elisabeth Skovgaard Raben (født 7. marts 1938, død 8. oktober 2013 i Hillerød) var en seminarielærer, talepædagog og DR-medarbejder, kendt fra underholdningsprogrammet for børn, Ingrid og Lillebror, som blev sendt i DRs Kikkassen fra 1966 til 1976.
Hovedpersonerne var Ingrid Skovgaard og dukken Lillebror (der fik stemme af Bob Goldenbaum). De to brugte aldrig manuskript, og de første syv år blev Kikkassen oven i købet sendt direkte. Det var med andre ord ren improvisation.
Ingrid og Lillebror lavede også en enkelt Tv-julekalender, Hos Ingrid og Lillebror, der blev sendt i 1971.
Ingrid Skovgaard var uddannet pædagog, da hun begyndte sit bijob som vært i programmet Ingrid og Frederik - en forløber for Ingrid og Lillebror. Efter få måneder fik dukkeføreren af dukken Frederik et andet job, og Bob Goldenbaum trådte til og fik Lillebror. Det blev til 11 års samarbejde mellem Bob og Ingrid, der sideløbende med programmet passede sit arbejde som underviser på pædagogisk seminarium, hvor hun uddannede pædagoger.
I 1969 og igen i 1973 blev en del af udsendelserne båndet og sendt forskudt, da Ingrid var på barselsorlov. Bortset fra det var de første syv års optagelser direkte og uden manus.
Mens Ingrid arbejdede på fjernsynet og underviste kommende pædagoger, uddannede hun sig også til tale-høre-pædagog.